# Condado de Switzerland
O Condado de Switzerland é um dos 92 condados do Estado americano de Indiana. A sede do condado é Vevay, que é também a sua maior cidade. O condado possui uma área de 579 km² (dos quais 6 km² estão cobertos por água), uma população de 9 065 habitantes, e uma densidade populacional de 16 hab/km² (segundo o censo nacional de 2000). O condado foi fundado em 1814.